# 大和市営大和スポーツセンター競技場
大和市営大和スポーツセンター競技場は、神奈川県大和市の運営する大和スポーツセンター内にある陸上競技場。1990年4月の大和スポーツセンターの開設に先立ち、同年3月に完成した。
フィールドのサイズは98×65mとサッカーの国際規格には足りないが、日本女子サッカーリーグ・大和シルフィードのホームゲームや天皇杯、JFL、なでしこリーグ1部、Jユースカップなど、国内のアマチュア公式戦ではトップレベルの試合が頻繁に行われている。また、メインスタンド右手よりのコーナー付近には、カフェテリア「みなみ風」が併設され、食事や喫茶を楽しみながらの観戦が可能。
2016年4月10日から、大和なでしこスタジアムの呼称を使用している。

## 概要
- 所在地 神奈川県大和市上草柳一丁目1番1号
- 収容人数 2952人（座席数約2000・メインスタンドのみ固定座席、他は芝生席）
- 照明 150ルクス
- 得点板

## 施設
トラック、フィールド、観客席などが整備されており、スポーツセンター敷地内には、体育館、屋外プール（50m×8コース）も備わっている。

### 競技場内
- 陸上トラックは8レーンの1周400m、直線100mのコースがあり、日本陸連公認の第3種競技場の資格を持っている。全天候型のトラックはウレタン舗装がなされているが、施設の完成から年月が経ち痛みが目立つ所もある。ここ数年は冬季に改修工事をおこなっている。
- 一般利用のできる日が多く、また曜日は限定されるが、やり投げ、砲丸投げも使用できる。

### スタンド・付属施設
- メインスタンドには、2,000人収容の観客席がある。観客席下には、雨天用の50m走路も備わっている。
- バックスタンドには芝生があるが、道路との間にはわずかなスペースしかない。

## 主なイベント

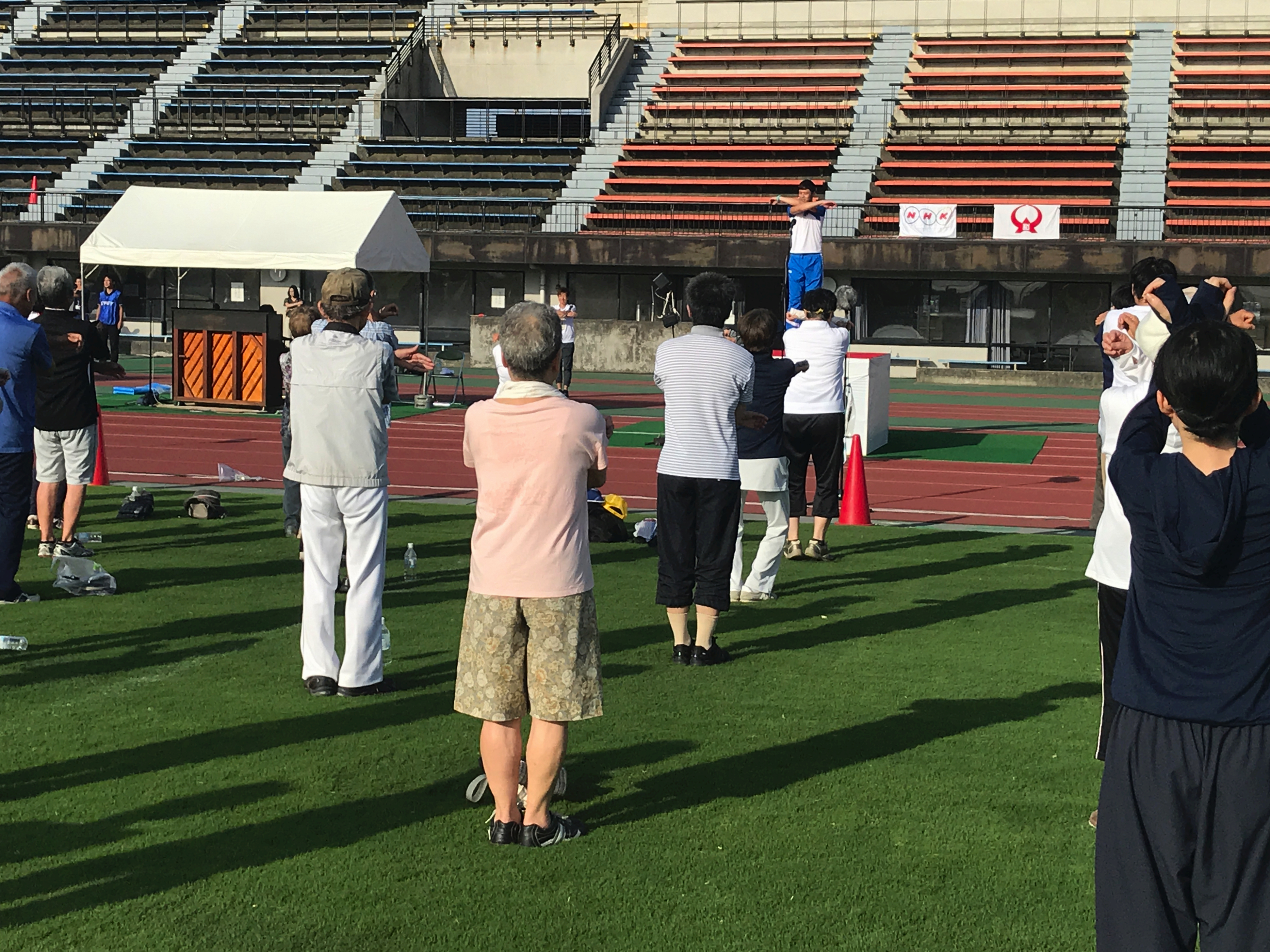
夏季巡回ラジオ体操

- 大和市駅伝競走大会 - スタート・ゴール地点である。
- 夏季巡回ラジオ体操 - 2009年8月22日・2019年8月21日開催。

## その他
- 一般利用のしやすい施設のため、多くの学校の練習場となっている。
- 大和市民に限らず、ひろく開放されている。
- 学校だけでなく、伊東浩司らトップレベルの選手も使用していた。
- 道路を挟んで小田急江ノ島線に面している。列車の通過時にはかなりの音が響く。
- 駅からのアクセスも良い。
- 緊急時や緊急医療の時には臨時のヘリポートにもなる。

## 関連施設
- 体育館
- 屋外プール

## 交通アクセス
- 小田急江ノ島線・相鉄本線 大和駅より徒歩5分。